# Geranium berteroanum
Geranium berteroanum är en näveväxtart som beskrevs av Luigi Aloysius Colla. Geranium berteroanum ingår i släktet nävor, och familjen näveväxter. Inga underarter finns listade i Catalogue of Life.